# Angra kärnkraftverk
Angra kärnkraftverk är Brasiliens enda kärnkraftverk. Det ligger i Central Nuclear Almirante Álvaro Alberto (CNAAA) på Itaorna Beach i Angra dos Reis, Rio de Janeiro. 
Verket har under senaste 5-årsperioden (2014–2018)  i medeltal producerat drygt 14 TWh/år, vilket är drygt 2 procent av Brasiliens totala elförbrukning som 2017 var 573 TWh. 

## Reaktorer - Angra I och II
Kärnkraftverket består av två tryckvattenreaktorer, Angra I, med en elektrisk nettoeffekt på 626 MWe och Angra II, med en elektrisk nettoeffekt på 1245 MWe.
Uppförandet av Angra I påbörjades 1971, och verket hade sin första anslutning till nät 1982 och start av kommersiell drift 1985.
Uppförandet av Angra II påbörjades 1976, men avbröts 1986. Efter tio år, 1996, så återtogs uppförandet igen, och verket hade sin första anslutning till nät 2000 och start av kommersiell drift 2001.

## Angra III
Angra III var ursprungligen identisk med Angra II och uppförandet påbörjades 1984 men stoppades 1986 efter två år på grund av bristande finansiering. Vid denna tidpunkt var cirka 70% av väsentliga anläggningsdelar inköpta och levererade till anläggningsplatsen. Ett återupptagande av byggprocessen godkändes 2007 av Brasiliens kärnkraftsmyndighet, och en överenskommelse om att färdigställa anläggningen träffades med Areva i december 2008. Gjutning av bottenplatta ("first concrete"), vilket ofta anges som "egentlig" byggstart för kärnkraftverk, genomfördes i juni 2010 och planerna var då ett färdigställande i slutet av 2015.
På grund av den långa tid som förflutit har teknologi, utförande och specifikationer för vissa komponenter förändrats, och den planerade nettoeffekten anges numera till 1340 MWe.
Två brasilianska företag fick betydande kontrakt för delar av uppförandet, men kontrakten avbröts 2015 på grund av korruptionsanklagelser varvid arbetet med uppförande avstannade. Under 2018 har förhandlingar förts mellan bland annat franska EdF och ägaren Eletrobras om olika möjligheter att färdigställa kraftverket. I samband med detta har uppskattningar gjorts att färdigställandet kan ske på 5 år till en kostnad av 2,9 miljarder USD.

### Angra I-III - tidpunkter
| Station   | Typ | Netto- kapacitet | Byggstart                | Första Nätanslutning | Start Kommersiell drift | Stoppad |
| --------- | --- | ---------------- | ------------------------ | -------------------- | ----------------------- | ------- |
| Angra I   | PWR | 626 MWe          | 1971-05-01               | 1982-04-01           | 1985-01-01              |         |
| Angra II  | PWR | 1245 MWe         | 1976-01-01               | 2000-07-21           | 2001-02-01              |         |
| Angra III | PWR | 1340 MWe         | 1984, omstart 2010-06-01 | -                    | Under konstruktion      |         |

### Produktion Angra I/II 1982-2019 (TWh/år)[1]
Produktion (TWh/år)År02468101219821987199219972002200720122017Block 1Block 2